# Steve Larmer
Steve Larmer (né le 16 juin 1961 à Peterborough dans la province d'Ontario au Canada) est un joueur professionnel canadien de hockey sur glace qui a joué dans la Ligue nationale de hockey pour les Blackhawks de Chicago et les Rangers de New York. 
Son frère, Jeff Larmer, était également un joueur de hockey professionnel.

## Carrière
Larmer est choisi au 6e tour du repêchage d'entrée dans la LNH 1980 (120e au total). Il remporte le trophée Calder et est nommé dans l'équipe des recrues étoiles en 1983 ; il remporte aussi la Coupe Stanley en 1994 avec les Rangers. De 1982 à 1993, Larmer prend part à 884 matches consécutifs pour les Blackhawks, ce qui représente un record de la LNH pour le plus grand nombre de parties disputées d'affilée pour la même équipe et à la troisième plus longue séquence de matches consécutifs de toute l'histoire de la ligue.
Il participe avec l'équipe du Canada de hockey sur glace à la Coupe Canada 1991 et au championnat du monde durant la même année.

## Statistiques
Pour les significations des abréviations, voir Statistiques du hockey sur glace.

### En club
| Saison     | Équipe                     | Ligue      |       | Saison régulière | Saison régulière | Saison régulière | Saison régulière | Saison régulière |    | Séries éliminatoires | Séries éliminatoires | Séries éliminatoires | Séries éliminatoires | Séries éliminatoires |
| Saison     | Équipe                     | Ligue      | PJ    | B                | A                | Pts              | Pun              | PJ               | B  | A                    | Pts                  | Pun                  |                      |                      |
| 1977-1978  | Petes de Peterborough      | OMJHL      | 62    | 24               | 17               | 41               | 51               | 18               | 5  | 7                    | 12                   | 27                   |                      |                      |
| 1978-1979  | Flyers de Niagara Falls    | OMJHL      | 66    | 37               | 47               | 84               | 108              | 20               | 11 | 13                   | 24                   | 43                   |                      |                      |
| 1979-1980  | Flyers de Niagara Falls    | OMJHL      | 67    | 45               | 69               | 114              | 71               | 10               | 5  | 9                    | 14                   | 15                   |                      |                      |
| 1980-1981  | Flyers de Niagara Falls    | LHO        | 61    | 55               | 78               | 133              | 73               | 12               | 13 | 8                    | 21                   | 24                   |                      |                      |
| 1980-1981  | Black Hawks de Chicago     | LNH        | 4     | 0                | 1                | 1                | 0                | -                | -  | -                    | -                    | -                    |                      |                      |
| 1981-1982  | Hawks du Nouveau-Brunswick | LAH        | 74    | 38               | 44               | 82               | 46               | 15               | 6  | 6                    | 12                   | 0                    |                      |                      |
| 1981-1982  | Black Hawks de Chicago     | LNH        | 3     | 0                | 0                | 0                | 0                | -                | -  | -                    | -                    | -                    |                      |                      |
| 1982-1983  | Black Hawks de Chicago     | LNH        | 80    | 43               | 47               | 90               | 28               | 11               | 5  | 7                    | 12                   | 8                    |                      |                      |
| 1983-1984  | Black Hawks de Chicago     | LNH        | 80    | 35               | 40               | 75               | 34               | 5                | 2  | 2                    | 4                    | 7                    |                      |                      |
| 1984-1985  | Black Hawks de Chicago     | LNH        | 80    | 46               | 40               | 86               | 16               | 15               | 9  | 13                   | 22                   | 14                   |                      |                      |
| 1985-1986  | Black Hawks de Chicago     | LNH        | 80    | 31               | 45               | 76               | 47               | 3                | 0  | 3                    | 3                    | 4                    |                      |                      |
| 1986-1987  | Blackhawks de Chicago      | LNH        | 80    | 28               | 56               | 84               | 22               | 4                | 0  | 0                    | 0                    | 2                    |                      |                      |
| 1987-1988  | Blackhawks de Chicago      | LNH        | 80    | 41               | 48               | 89               | 42               | 5                | 1  | 6                    | 7                    | 0                    |                      |                      |
| 1988-1989  | Blackhawks de Chicago      | LNH        | 80    | 43               | 44               | 87               | 54               | 16               | 8  | 9                    | 17                   | 22                   |                      |                      |
| 1989-1990  | Blackhawks de Chicago      | LNH        | 80    | 31               | 59               | 90               | 40               | 20               | 7  | 15                   | 22                   | 8                    |                      |                      |
| 1990-1991  | Blackhawks de Chicago      | LNH        | 80    | 44               | 57               | 101              | 79               | 6                | 5  | 1                    | 6                    | 4                    |                      |                      |
| 1991-1992  | Blackhawks de Chicago      | LNH        | 80    | 29               | 45               | 74               | 65               | 18               | 8  | 7                    | 15                   | 6                    |                      |                      |
| 1992-1993  | Blackhawks de Chicago      | LNH        | 84    | 35               | 35               | 70               | 48               | 4                | 0  | 3                    | 3                    | 0                    |                      |                      |
| 1993-1994  | Rangers de New York        | LNH        | 68    | 21               | 39               | 60               | 41               | 23               | 9  | 7                    | 16                   | 14                   |                      |                      |
| 1994-1995  | Rangers de New York        | LNH        | 47    | 14               | 15               | 29               | 16               | 10               | 2  | 2                    | 4                    | 6                    |                      |                      |
| Totaux LNH | Totaux LNH                 | Totaux LNH | 1 006 | 441              | 571              | 1 012            | 532              | 140              | 56 | 75                   | 131                  | 95                   |                      |                      |

### En équipe nationale
| Année | Équipe | Compétition          |    | PJ | B | A  | Pts | Pun               |  | Résultat |
| 1991  | Canada | Championnat du monde | 10 | 5  | 3 | 8  | 4   | Médaille d'argent |  |          |
| 1991  | Canada | Coupe Canada         | 8  | 6  | 5 | 11 | 4   | Vainqueur         |  |          |

## Trophées et honneurs personnels
- 1980-1981 : nommé dans la deuxième équipe d'étoiles de l'OMJHL.
- 1981-1982 :
  - nommé dans la deuxième équipe d'étoiles de la LAH.
  - champion de la Coupe Calder avec les Hawks du Nouveau-Brunswick.
- 1982-1983 : 
  - nommé dans l'équipe des recrues de la LNH.
  - remporte le trophée Calder de la meilleure recrue de la LNH.
- 1989-1990 : participe au 41e Match des étoiles de la LNH.
- 1990-1991 : participe au 42e Match des étoiles de la LNH.
- 1993-1994 : champion de la Coupe Stanley avec les Rangers de New York.